# Кононово (Красносельский район)
Ко́ноново (в некоторых источниках Конново) — деревня в Красносельском районе Костромской области России. Входит в состав Шолоховского сельского поселения.

## География
Деревня расположена на берегу реки Стежера. Рядом находятся деревени Исаковское, Кузьмино, Шолохово и другие.

## Население
| 2008 | 2010 | 2014 |
| ---- | ---- | ---- |
| 3    | ↘0   | ↗1   |

## Инфраструктура
По состоянию на 2008 год деревня не стояла в планах на газификацию.

## Известные уроженцы
В деревне родился Герой Советского Союза Кулейкин Павел Иванович.